# Đêm tối rực rỡ!
Đêm tối rực rỡ! là một bộ phim điện ảnh độc lập thuộc thể loại tâm lý giật gân của Việt Nam. Bộ phim là tác phẩm điện ảnh đầu tay của đạo diễn người Mỹ, Aaron Toronto, do Nhã Uyên viết kịch bản và đóng chính, cùng với sự tham gia diễn xuất của các diễn viên: Kiến An, Kim B, Diễm Phương, Xuân Trang và Phương Dung. Bối cảnh chính của phim là đêm đám tang trong một gia đình trung lưu, diễn ra hoành tráng, xôm tụ và đầy màu sắc. Bỗng dưng một đám người kéo đến đòi nợ trong sự ngỡ ngàng của tất cả mọi người. Những bí mật bị phanh phui, bi kịch chồng bi kịch, như một hệ lụy tổn thương của nạn bạo hành gia đình đầy ám ảnh. 
Đêm tối rực rỡ! đã tham dự liên hoan phim Santa Fe 2022 và giành được 2 giải thưởng quan trọng là Best Story (Câu chuyện xuất sắc nhất) và Best Performance: Female (Nữ diễn viên xuất sắc nhất). Tại lễ trao giải Cánh diều 2021, bộ phim giành được 5 giải thưởng, bao gồm giải Cánh diều vàng cho Phim truyện điện ảnh, Biên kịch xuất sắc phim truyện điện ảnh, Nữ diễn viên chính xuất sắc phim truyện điện ảnh, Nam diễn viên phụ xuất sắc phim truyện điện ảnh và Quay phim xuất sắc phim truyện điện ảnh. Bộ phim cũng giành được bốn Giải thưởng Ngôi sao xanh, bốn giải thưởng tại Liên hoan phim Châu Á Đà Nẵng (DANAFF) và 1 giải thưởng tại Liên hoan phim quốc tế ASEAN (AIFFA). Bộ phim cũng từng đại diện Việt Nam trong danh sách đề cử hạng mục Phim nói tiếng nước ngoài xuất sắc nhất tại giải Quả Cầu Vàng lần thứ 80 (Mỹ).

## Nội dung
Phim gói gọn trong một buổi đêm của gia đình ở miền Nam, ông Toàn (Kiến An) cùng vợ Gái (Phương Dung) đang lo tang lễ cho người cha giàu có mới qua đời. Họ tổ chức buổi lễ hoành tráng, náo nhiệt đúng như phong tục địa phương. Tuy nhiên, ông Toàn đang nợ xã hội đen rất nhiều tiền vì thua bạc, trong khi đã bán hết gia sản của cha để lại. Những người đòi nợ bao vây, canh chừng quanh ngôi nhà để đe dọa, cấm ông bỏ trốn.
Gia đình ông Toàn có ba con: Kim Hoàng (Xuân Trang), Xuân Thanh (Nhã Uyên) và Kim Bảo (Kim B). Ba người trở về nhà làm đám tang ông nội sau nhiều năm không gặp. Kim Hoàng đã có vợ và hai con, thường xuyên ở gần cha mẹ với hy vọng được nhận phần thừa kế lớn hơn. Xuân Thanh - bị trầm cảm - mới ly dị chồng đại gia và đang tìm cách giành quyền nuôi con gái. Kim Bảo - từng bỏ nhà, nghiện ngập - hiện làm chủ tiệm xăm với bạn trai ngoại quốc.
Giữa đám tang, ông Toàn thú nhận nợ nhiều tiền và cần trả trước 6h sáng hôm sau, mong các con giúp đỡ. Hoàng, Thanh và Bảo đùn đẩy nhau vì mỗi người đều có uẩn khúc riêng. Buổi tối tràn ngập ánh đèn, âm nhạc trở thành quả bom nổ chậm cho bi kịch sắp xảy ra với gia đình ông Toàn. Đồng thời, các thành viên trong nhà cũng dần lộ ra những điều sâu kín mà họ che giấu nhiều năm qua.

## Diễn viên
- Nhã Uyên vai Xuân Thanh
  - Võ Phan Nhật Vy vai Xuân Thanh 12 tuổi
  - Nguyễn Ngọc Ngân Chi vai Xuân Thanh 5 tuổi

Người con thứ 2 của ông Toàn, là người duy nhất lên tiếng sau bao nhiêu năm tháng đã phải chịu đựng đau khổ từ thể xác đến tinh thần.
- Kiến An vai Ông Toàn
Người cha, người chủ của gia đình, đêm tối ấy, bọn chủ nợ đã đến tìm ông để đòi lại số nợ mà ông đã vay mượn. Ông cũng là người đã gây ra những tổn thương tâm lý cho những người con người cháu của mình.
- Kim B vai Kim Bảo
Con gái út của ông Toàn, được nhắc đến như một người nghiện ngập và không giúp ích được cho gia đình.
- Diễm Phương vai Bích Ngọc
Vợ của Kim Hoàng, người luôn canh me số gia sản do ông nội để lại.
- Xuân Trang vai Kim Hoàng
  - Trần Thuận Phát vai Kim Hoàng 13 tuổi

Anh cả trong gia đình, ngoài việc anh quan tâm đến gia sản ông nội, anh hầu như luôn tìm cách thoái thác những trách nhiệm mà đùn đẩy sang cho 2 cô em gái.
- Phương Dung vai Bà Gái
Vợ ông Toàn, là mẹ là người phụ nữ đã luôn chịu đựng và hứng chịu mọi đòn roi của chồng.

Phim còn có sự tham gia diễn xuất của các diễn viên phụ bao gồm Huỳnh Đông vai Dũng, Tăng Gia Hân vai Mai Anh, Bảo Nghi vai Jolie, Thầy Lợi vai Thầy chùa, Minh Hiếu vai Tiểu Bảo, Linh Đang vai Tiên Điên, Sĩ Toàn vai Đàn em, Nguyễn Trần Minh Quân vai Đàn em 2, Đỗ Ngọc Hiệp vai Chủ trại hòm, Lê Tất Thắng vai Bác Nghị và Cát Thy, Donna, Đông Nhi vai Nghệ sĩ biểu diễn.

## Chủ đề
Đêm tối rực rỡ! đơn giản là cuộc hội thoại của tôi với những lát cắt cuộc sống mà những năm tháng sống ở đây như vốn liếng và cơ hội. Cùng đam mê điện ảnh và kể chuyện của mình, tôi muốn nói lên tâm tư của mình về văn hoá của người Việt, của vợ tôi, của con tôi. 
Mặc dù là một người nước ngoài, nhưng đạo diễn Aaron Toronto luôn hứng thú với những phong tục tập quán của Việt Nam. Trải qua nhiều năm quan sát, đúc kết, tìm tòi cũng như tham vấn từ vợ, một người Việt chính gốc, anh đã làm nên bộ phim Đêm tối rực rỡ! với rất nhiều những cung bậc cảm xúc khác nhau.
Khai thác chất liệu đời sống là một đám tang, Đêm tối rực rỡ! tạo nên mối liên kết với nội tâm khán giả thông qua các bối cảnh được xây dựng chỉn chu và chính xác với phong tục ma chay của miền Nam Việt Nam. Câu chuyện của bộ phim diễn ra chỉ vỏn vẹn trong đêm cuối cùng của một tang lễ. Trong sự rực rỡ của những thủ tục hào nhoáng cốt để thoả mãn tính sĩ diện của người chủ gia đình, bi kịch dần hé mở: sự bạo hành nhân danh tình yêu thương, những dối trá, nợ nần và hình ảnh đầy ám ảnh của căn bệnh tâm lý.
Đêm tối rực rỡ! khai thác nhiều vấn đề trong xã hội, đặc biệt là vấn nạn bạo hành gia đình, với góc nhìn và lối kể chuyện nghiêm túc. Tác phẩm cũng đề cập nhiều vấn đề tồn tại trong xã hội như tư tưởng trọng nam khinh nữ, tính nam độc hại, thói sĩ diện hão hay các căn bệnh tinh thần. Các đề tài được lồng ghép trong mạch phim để tăng sức nặng cho kịch bản. Tất cả vừa là kết quả vừa là lời giải thích cho hành động bạo hành của các nhân vật.

## Phát hành

### Công chiếu
– Aaron Toronto
Đêm tối rực rỡ! được công chiếu ra mắt tại liên hoan phim Santa Fe 2022. Khi ra mắt tại liên hoan phim Santa Fe, bộ phim đã gây xúc động bởi số phận của nhân vật cũng như thông điệp ý nghĩa về chống bạo hành gia đình. 
Sau thành công tại liên hoan phim, Đêm tối rực rỡ! được phát hành tại rạp trên toàn quốc từ ngày 8 tháng 4, 2022. Từ ngày 17 tháng 3, 2023, bộ phim được phát hành tại rạp trên toàn quốc lần thứ hai.

### Doanh thu phòng vé
Đêm tối rực rỡ! đem về doanh thu hơn 21 tỷ đồng, trở thành bộ phim độc lập Việt Nam có doanh thu cao thứ hai tính đến thời điểm công chiếu và bộ phim độc lập Việt Nam có doanh thu cao nhất năm 2022.

## Giải thưởng và đề cử
| Giải thưởng                                    | Ngày             | Hạng mục                                                 | Đề cử                             | Kết quả        | Chú Thích     |
| ---------------------------------------------- | ---------------- | -------------------------------------------------------- | --------------------------------- | -------------- | ------------- |
| Liên hoan phim Santa Fe                        | 2 tháng 3, 2022  | Câu chuyện xuất sắc nhất                                 | Đêm tối rực rỡ!                   | Đoạt giải      | [ 14 ]        |
| Liên hoan phim Santa Fe                        | 2 tháng 3, 2022  | Nữ diễn viên xuất sắc nhất                               | Nhã Uyên                          | Đoạt giải      | [ 14 ]        |
| Giải Cánh diều                                 | 13 tháng 9, 2022 | Phim truyện điện ảnh                                     | Đêm tối rực rỡ!                   | Cánh Diều Vàng | [ 15 ] [ 16 ] |
| Giải Cánh diều                                 | 13 tháng 9, 2022 | Biên kịch xuất sắc phim truyện điện ảnh                  | Nhã Uyên                          | Đoạt giải      | [ 15 ] [ 16 ] |
| Giải Cánh diều                                 | 13 tháng 9, 2022 | Nữ diễn viên chính xuất sắc phim truyện điện ảnh         | Nhã Uyên                          | Đoạt giải      | [ 15 ] [ 16 ] |
| Giải Cánh diều                                 | 13 tháng 9, 2022 | Nam diễn viên phụ xuất sắc phim truyện điện ảnh          | Xuân Trang                        | Đoạt giải      | [ 15 ] [ 16 ] |
| Giải Cánh diều                                 | 13 tháng 9, 2022 | Quay phim xuất sắc                                       | Nguyễn Khắc Nhật, Dominic Pereira | Đoạt giải      | [ 15 ] [ 16 ] |
| Giải thưởng Ngôi Sao Xanh                      | 6 tháng 1, 2023  | Phim điện ảnh hay nhất                                   | Đêm tối rực rỡ!                   | Đoạt giải      | [ 17 ]        |
| Giải thưởng Ngôi Sao Xanh                      | 6 tháng 1, 2023  | Nam diễn viên chính xuất sắc nhất hạng mục điện ảnh      | Kiến An                           | Đoạt giải      | [ 17 ]        |
| Giải thưởng Ngôi Sao Xanh                      | 6 tháng 1, 2023  | Nữ diễn viên chính xuất sắc nhất hạng mục điện ảnh       | Nhã Uyên                          | Đoạt giải      | [ 17 ]        |
| Giải thưởng Ngôi Sao Xanh                      | 6 tháng 1, 2023  | Đạo diễn xuất sắc nhất hạng mục điện ảnh                 | Aaron Toronto                     | Đoạt giải      | [ 17 ]        |
| Giải Mai vàng                                  | 10 tháng 1, 2023 | Phim điện ảnh                                            | Đêm tối rực rỡ!                   | Đề cử          | [ 18 ]        |
| Giải thưởng Hội Điện ảnh Thành phố Hồ Chí Minh | 13 tháng 1, 2023 | Nữ diễn viên chính xuất sắc trong phim truyện điện ảnh   | Nhã Uyên                          | Đoạt giải      | [ 19 ]        |
| Liên hoan phim Châu Á Đà Nẵng                  | 13 tháng 5, 2023 | Phim hay nhất - Hạng mục phim Việt Nam                   | Đêm tối rực rỡ!                   | Đề cử          | [ 20 ]        |
| Liên hoan phim Châu Á Đà Nẵng                  | 13 tháng 5, 2023 | Giải đặc biệt của ban giám khảo - Hạng mục phim Việt Nam | Đêm tối rực rỡ!                   | Đoạt giải      | [ 20 ]        |
| Liên hoan phim Châu Á Đà Nẵng                  | 13 tháng 5, 2023 | Đạo diễn xuất sắc - Hạng mục phim Việt Nam               | Aaron Toronto                     | Đề cử          | [ 20 ]        |
| Liên hoan phim Châu Á Đà Nẵng                  | 13 tháng 5, 2023 | Diễn viên nữ xuất sắc - Hạng mục phim Việt Nam           | Nhã Uyên                          | Đoạt giải      | [ 20 ]        |
| Liên hoan phim Châu Á Đà Nẵng                  | 13 tháng 5, 2023 | Diễn viên nam xuất sắc - Hạng mục phim Việt Nam          | Kiến An                           | Đoạt giải      | [ 20 ]        |
| Liên hoan phim Châu Á Đà Nẵng                  | 13 tháng 5, 2023 | Kịch bản xuất sắc - Hạng mục phim Việt Nam               | Nhã Uyên, Aaron Toronto           | Đoạt giải      | [ 20 ]        |
| Liên hoan phim quốc tế ASEAN                   | 4 tháng 8, 2023  | Kịch bản xuất sắc nhất                                   | Nhã Uyên, Aaron Toronto           | Đề cử          | [ 21 ]        |
| Liên hoan phim quốc tế ASEAN                   | 4 tháng 8, 2023  | Nữ diễn viên phụ xuất sắc nhất                           | Kim B                             | Đoạt giải      | [ 21 ]        |